# Daniel Jurgeleit
Daniel Jurgeleit (* 15. Dezember 1963 in Ratingen) ist ein ehemaliger deutscher Fußballspieler. Der Stürmer absolvierte für die SG Union Solingen, FC 08 Homburg und VfB Lübeck 393 Spiele in der 2. Bundesliga, in denen er 117 Tore erzielte. Damit steht er in der Ewigen Torschützenliste der 2. Bundesliga auf dem 7. Platz. Zuletzt arbeitete Jurgeleit als Fußballtrainer beim SC Weiche Flensburg 08. Derzeit ist er Mitglied des Aufsichtsrats von Holstein Kiel.

## Karriere
Mit dem Fußballspielen begann Daniel Jurgeleit in der Jugend von Fortuna Düsseldorf, wo er alle Jahrgänge durchlief und sich später über die zweite Mannschaft für den Profikader empfehlen wollte. Ab 1982 spielte er für Union Solingen in der 2. Bundesliga. In der Saison 1982/83 wurde er noch im Mittelfeld eingesetzt, später dann hauptsächlich als Stürmer. Ab 1983 kam er in fast allen Spielen seines Vereins zum Einsatz.
1988 wechselte Jurgeleit zum FC 08 Homburg und schaffte mit diesem Verein den Aufstieg in die Bundesliga. Der Verein konnte sich dort aber nicht etablieren und landete auf dem letzten Platz. Für den FC Homburg schoss er 38 Tore in 162 Spielen.
1993 verließ Jurgeleit den FC 08 Homburg und unterschrieb einen Vertrag bei der SpVgg Unterhaching, die gerade in die Oberliga Bayern abgestiegen war. 1994 wechselte er zum VfB Lübeck, der damals in der Regionalliga Nord spielte. 1995 dann der Aufstieg in die 2. Bundesliga, in der er insgesamt 393 Spiele absolvierte, zwei Jahre später wechselte er zum Regionalligisten Eintracht Braunschweig und 1999 schließlich zu Holstein Kiel. 2003 beendete Jurgeleit seine Spielerkarriere dort im für einen Fußballspieler hohen Alter von 39 Jahren. Im Februar 2003 wurde Jurgeleit in das Amt des sportlichen Leiters für den Leistungsfußball bei Holstein Kiel berufen, das er bis zu seiner Demission am 2. Oktober 2006 bekleidete.
Vom November 2008 bis Dezember 2009 trainierte er den schleswig/holsteinischen Verbandsligisten VfR Horst. Nach dem Rückzug eines Sponsors und dem Verlust der Perspektive des Aufstiegs in die Schleswig-Holstein-Liga beendete er sein Engagement im gegenseitigen Einvernehmen. Mit Beginn des Jahres 2010 war Jurgeleit verantwortlicher Trainer des Landesligisten FC Elmshorn.
Im August 2010 übernahm der Ratinger das Traineramt beim ETSV Weiche Flensburg (seit Juli 2017 SC Weiche Flensburg 08). In der Saison 2011/12 gelang ihm mit dem ETSV als Vizemeister der Schleswig-Holstein-Liga der Aufstieg in die Regionalliga Nord. Im Januar 2014 gewann er mit dem ETSV Weiche die zwei mit höherklassigen Vereinen besetzten Hallenturniere Team Cup in der Campushalle in Flensburg und die SHFV-Hallenmasters in der Ostseehalle in Kiel. Mit dem SC Weiche Flensburg 08 gewann er im Mai 2018 die Meisterschaft in der Regionalliga Nord und nahm erfolglos an den Aufstiegsspielen zur 3. Liga teil. Zum Ende der Regionalligasaison 2019/20 schied Jurgeleit auf eigenen Wunsch aus dem Amt. Zu diesem Zeitpunkt war er der drittdienstälteste Cheftrainer in den höchsten vier Ligen Deutschlands.
Am 17. Mai 2022 wurde in den Aufsichtsrat von Holstein Kiel gewählt.